# Novelas
Novelas ist eine Gemeinde (Freguesia) im Norden Portugals.
Novelas gehört zum Kreis Penafiel im Distrikt Porto, besitzt eine Fläche von 2,4 km² und hat 1779 Einwohner (Stand 30. Juni 2011).